# HD 164595
HD 164595 är en ensam stjärna i den mellersta delen av stjärnbilden Herkules. Den har en skenbar magnitud av ca 7,08 och kräver åtminstone en stark handkikare eller ett mindre teleskop för att kunna observeras. Baserat på parallax enligt Gaia Data Release 2 på ca 35,4 mas, beräknas den befinna sig på ett avstånd på ca 92 ljusår (ca 28 parsek) från solen. Den rör sig bort från solen med en heliocentrisk radialhastighet på ca 2 km/s.

## Egenskaper
HD 164595 är en solliknande(a) gul till vit stjärna i huvudserien av spektralklass G2 V, med en något lägre metallicitet än solen. Den har massa, radie och utstrålning av energi från dess fotosfär som är mycket nära motsvarande värden för solen, och en effektiv temperatur av ca 5 800 K.

## Planetsystem
HD 164595 har en känd exoplanet, HD 164595 b, som kretsar runt HD 164595 med en peeriod av 40 dygn.  Det upptäcktes med mätning av radiell hastighet med SOPHIE echelle spektrograf. Planeten har en minsta massa motsvarande 16 jordmassor.
| Planet | Massa                 | Halv storaxel (AE) | Siderisk omloppstid (d) | Excentricitet     | Inklination | Radie |
| ------ | --------------------- | ------------------ | ----------------------- | ----------------- | ----------- | ----- |
| b      | ≥ 0,0516 ± 0,00856 MJ | 0,23               | 40,00 ± 0,24            | 0,088 +0.12−0.066 | -           | -     |

## Fotnot
(a) En exakt soltvilling skulle vara en G2 V-stjärna med en temperatur på 5 778 K, vara 4,6 miljarder år gammal, med rätt metallicitet och en 0,1 procent avvikelse från solens luminositet.